# Plisa (vattendrag i Belarus)
Plisa (ryska: Плиса) är ett vattendrag i Belarus.   Det ligger i voblasten Hrodna voblast, i den nordvästra delen av landet, 110 km väster om huvudstaden Minsk.
Omgivningarna runt Plisa är en mosaik av jordbruksmark och naturlig växtlighet. Runt Plisa är det ganska glesbefolkat, med 34 invånare per kvadratkilometer.